# Studio Collection (Roberto Vecchioni 1997)
Studio Collection è un doppio album raccolta di Roberto Vecchioni, pubblicato nel 1997 per la EMI.
A causa dei vincoli contrattuali dell'autore con precedenti etichette discografiche, è stato possibile inserire, di sette canzoni, solo versioni successive alle prime edizioni, a discapito delle atmosfere musicali originali, legate ai musicisti che parteciparono alle registrazioni.
Infatti Stranamore, Velasquez, Samarcanda e Luci a San Siro sono tratte dal live Camper, mentre Signor giudice, Mi manchi e Dentro gli occhi sono tratte da Il grande sogno.
La raccolta segue un ordine cronologico inverso, e il primo cd è dedicato ai successi dei quattro album in studio con la EMI, mentre il secondo, a parte Camper, rappresenta gli album con la CGD.
Tra i 31 brani è contenuto anche l'inedito Verrà la notte e avrà i tuoi occhi.

## Tracce

### CD 1
1. Verrà la notte e avrà i tuoi occhi - 4:48
2. El bandolero stanco - 5:28
3. La stazione di Zima - 4:45
4. Il cielo capovolto (ultimo canto di Saffo) - 5:27
5. Il tuo culo e il tuo cuore - 4:28
6. Le lettere d'amore (Chevalier de Pas) - 4:06
7. Le mie ragazze - 3:57
8. Blumùn - 5:30
9. Angeli - 5:29
10. Euridice- 4:32
11. Gli amici miei - 4:58
12. Per amore mio (Ultimi giorni di Sancho P.) - 4:42
13. Piccole donne crescono - 4:38
14. Tommy - 4:24
15. Che dire di lei - 4:39
16. Tema del soldato eterno e degli aironi - 4:38

### CD 2
1. Voglio una donna - 4:05
2. Stranamore (pure questo è amore) - 3:52
3. Velasquez - 5:22
4. Samarcanda - 4:21
5. Luci a San Siro - 5:17
6. Milady - 3:57
7. Gli anni - 3:45
8. Ippopotami - 9:08
9. Bei tempi - 4:50
10. La mia ragazza - 4:56
11. Piccolo amore - 4:40
12. Il grande sogno - 4:58
13. Signor giudice (Un signore così così) - 3:46
14. Mi manchi - 4:17
15. Dentro gli occhi - 4:27